# 2. Floorball-Bundesliga 2014/15
Die 2. Floorball-Bundesliga 2014/15 ist die 11. Spielzeit der zweithöchsten deutschen Spielklasse im Floorball der Männer.

## Teilnehmende Mannschaften

### Teilnehmer Staffel Süd-Ost
- UHC Döbeln 06 (Absteiger)
- SC DHfK Leipzig (Staffelsieger)
- USV Halle Saalebiber
- Floorball Tigers Magdeburg
- United Lakers Konstanz
- Black Lions Landsberg
- TV Schriesheim (Aufsteiger)
- USV TU Dresden (Aufsteiger)

### Teilnehmer Staffel Nord-West
- TV Eiche Horn Bremen
- Dümptener Füchse
- Blau-Weiß 96 Schenefeld
- SV Floorball Butzbach 04
- TSV Neuwittenbek
- Frankfurt Falcons
- Westfälischer Floorball Club aus Münster
- DJK Holzbüttgen (Aufsteiger)

## Tabellen

### Staffel Süd-Ost
| Pl. | Verein                     | Sp. | S  | U | N  | SDS | SDN | Tore    | Diff. | Pkt. |
| --- | -------------------------- | --- | -- | - | -- | --- | --- | ------- | ----- | ---- |
| 1.  | USV Halle Saalebiber       | 14  | 10 | 0 | 01 | 1   | 2   | 104:640 | +40   | 34   |
| 2.  | SC DHfK Leipzig (S)        | 14  | 08 | 0 | 03 | 0   | 0   | 86:71   | +15   | 26   |
| 3.  | TV Schriesheim             | 13  | 10 | 0 | 02 | 0   | 1   | 150:720 | +78   | 31   |
| 4.  | UHC Döbeln 06 (A)          | 14  | 07 | 0 | 06 | 0   | 1   | 108:103 | +05   | 22   |
| 5.  | Floorball Tigers Magdeburg | 13  | 05 | 0 | 08 | 0   | 0   | 60:88   | −28   | 15   |
| 6.  | USV TU Dresden (N)         | 14  | 03 | 0 | 09 | 2   | 0   | 069:112 | −43   | 13   |
| 7.  | Black Lions Landsberg 1    | 14  | 03 | 0 | 11 | 0   | 0   | 061:104 | −43   | 09   |
| 8.  | United Lakers Konstanz 1   | 14  | 01 | 0 | 10 | 2   | 1   | 055:112 | −57   | 08   |

| Legende                             |
| ----------------------------------- |
| Teilnahme an den Play-offs          |
| Teilnahme an der Abstiegsrelegation |
| Abstieg in die Regionalliga         |
| (S) Staffelsieger                   |
| (A) Absteiger                       |
| (N) Aufsteiger                      |

### Staffel Nord-West
| Pl. | Verein                       | Sp. | S  | U  | N  | SDS | SDN | Tore    | Diff. | Pkt. |
| --- | ---------------------------- | --- | -- | -- | -- | --- | --- | ------- | ----- | ---- |
| 1.  | TV Eiche Horn Bremen         | 14  | 13 | 0  | 01 | 0   | 0   | 112:530 | +59   | 39   |
| 2.  | DJK Holzbüttgen (N)          | 14  | 08 | 01 | 04 | 1   | 0   | 55:49   | +06   | 27   |
| 3.  | Dümptener Füchse             | 14  | 06 | 02 | 04 | 0   | 2   | 66:60   | +06   | 22   |
| 4.  | TSV Neuwittenbek             | 14  | 05 | 02 | 05 | 2   | 0   | 79:66   | +13   | 21   |
| 5.  | Blau-Weiß 96 Schenefeld      | 14  | 05 | 02 | 06 | 0   | 1   | 75:73   | +02   | 25   |
| 6.  | Westfälischer Floorball Club | 14  | 05 | 01 | 07 | 1   | 0   | 55:84   | −29   | 18   |
| 7.  | SV Floorball Butzbach 04     | 14  | 03 | 02 | 07 | 1   | 1   | 63:76   | −13   | 14   |
| 8.  | Frankfurt Falcons            | 14  | 01 | 0  | 12 | 0   | 1   | 059:103 | −44   | 04   |

| Legende                             |
| ----------------------------------- |
| Teilnahme an den Play-offs          |
| Teilnahme an der Abstiegsrelegation |
| Abstieg in die Regionalliga         |
| (A) Absteiger                       |
| (N) Aufsteiger                      |

## Play-offs

### Halbfinale
|                 | Gesamt |                      | Spiel 1 | Spiel 2    | (Spiel 3)  |
| --------------- | ------ | -------------------- | ------- | ---------- | ---------- |
| DJK Holzbüttgen | 0:2    | USV Halle Saalebiber | 2:3     | 4:5 n. PS. |            |
| SC DHfK Leipzig | 2:1    | TV Eiche Horn Bremen | 8:2     | 1:7        | 6:5 n. PS. |

### Finale
|                 | Gesamt |                      | Spiel 1    | Spiel 2    | (Spiel 3) |
| --------------- | ------ | -------------------- | ---------- | ---------- | --------- |
| SC DHfK Leipzig | 2:0    | USV Halle Saalebiber | 4:3 n. PS. | 4:3 n. PS. |           |

Somit ist der SC DHfK Leipzig in die 1. Bundesliga aufgestiegen.

## Aufstiegsrelegation
|                         | Gesamt |                      | Spiel 1 | Spiel 2 | (Spiel 3) |
| ----------------------- | ------ | -------------------- | ------- | ------- | --------- |
| Unihockey Igels Dresden | 2:0    | USV Halle Saalebiber | 10:2    | 11:8    |           |

Somit wären die Unihockey Igels Dresden in der 1. FBL geblieben, da sie sich aber nach der Relegation zurückzogen, konnte der USV Halle Saalebiber doch aufgestiegen.

## Abstiegsrelegation

### Süd/Ost
Es gab kein aufstiegswilliges Team aus den Süd-Ost Regionalligen.

### Nord/West
Regionalligameisterschaft Nord/West
|                       | Gesamt |             | Spiel 1 | Spiel 2 | (Spiel 3) |
| --------------------- | ------ | ----------- | ------- | ------- | --------- |
| Kieler Floorball Klub | 1:2    | SG Hannover | 5:12    | 8:6     | 4:5 n. V. |

Somit ist die SG Hannover in die 2. Bundesliga Nord-West aufgestiegen.
Relegation
|                          | Gesamt |                       | Spiel 1 | Spiel 2 | (Spiel 3) |
| ------------------------ | ------ | --------------------- | ------- | ------- | --------- |
| SV Floorball Butzbach 04 | 0:2    | Kieler Floorball Klub | 6:7     | 4:7     |           |

Somit ist der Kieler Floorball Klub in die 2. Bundesliga Nord-West aufgestiegen.